# René-Louis-Marie Vieillart
 René-Louis-Marie Viellart o René Viellart, nacido el 17 de agosto de 1754, en Reims, fallecido el 23 de febrero de 1809 en París, era abogado y también político francés.

## Biografía
Es hijo de Jean Vieillart o Viellart, doctor asociado en derecho y abogado del parlamento, y de Madame Marie-Anne-Nicolle Blavier. Estudió derecho en París y fue admitido como abogado en 1774; se convirtió en teniente del presidial de Reims en 1782, fue profesor de derecho y doctor regente y fiscal en la Universidad de Reims.
El 26 de marzo de 1789, fue elegido por el Bailliage de Reims, diputado del Tercer Estado a los Estados Generales. Hizo el juramento del Juego de la Palma.
Fue elegido el 16 de marzo de 1791, por el Marne, juez de la Corte de Casación perdiendo estas funciones después del 18 Fructidor, recuperó su asiento en la Corte de Casación el II germinal An VIII y había apoyado el golpe de Estado del 18 de Brumario. Viellart, masón, fue nombrado, en el año XII, inspector general de las Facultades de Derecho en 1806, miembro de la Legión de Honor y ascendido a comandante en 1804 y caballero del Imperio en 1808.
Su trabajo sobre la elaboración del código civil y el código penal en el año IX, su reputación como jurisconsulto le hizo considerar como uno de los fundadores de la organización judicial en Francia.